# Zone métropolitaine de la Laguna
La Zone Métropolitaine de la Laguna ou de Torreón, est la zone métropolitaine résultante de la fusion des villes de Torreón et Matamoros de l'État de Coahuila, et des villes de Gómez Palacio et Lerdo de l'État de Durango. Cette zone compte une population de 1 215 817 habitants pour une superficie de 5 078,9 km2. Ce qui en fait la 9e zone métropolitaine du Mexique de par sa population.
La zone métropolitaine concentre la majeure partie des entreprises et des activités commerciales de la Région Lagunera ce qui en fait une zone d'activité économique importante pour le pays.

## Démographie

### Municipalités de la Zone Métropolitaine de la Lagune
La Zone Métropolitaine de la Lagune est intégrée par quatre municipalités :
| Numéro | Municipalité | État     | Population (2010) | Surface km² | Indice de Développement Humain (2010) | Président Municipal         | Parti gouvernant |
| 01     | Torreón      | Coahuila | 639 629           | 1 282,7     | 0,847                                 | Miguel Ángel Riquelme Solis |                  |
| 02     | Gómez Palais | Durango  | 327 985           | 842,4       | 0,816                                 | Leticia Herrera Ale         |                  |
| 03     | Ville Lerdo  | Durango  | 141 043           | 2 147,7     | 0,797                                 | Maria Luisa Gonzales Achem  |                  |
| 04     | Matamoros    | Coahuila | 107 160           | 806,0       | 0,782                                 | Raúl Onofre Contreras       |                  |
| Total  |              |          | 1 215 817         | 5 078,9     | 0,811                                 |                             |                  |

En raison de la grande croissance de la zone urbaine de Torreón durant les derniers 10 ans, les villes de Francisco I. Madero et Saint Pierre, qui se trouvent à proximité ont demandé en 2015 d'intégrer la zone métropolitaine de la Laguna.

## État de la Laguna
Depuis plus de 40 ans, et en raison du centralisme des capitales de Coahuila et Durango, Saltillo et Victoria de Durango respectivement, des associations civiles ont surgi comme ELLA (Estado de La LAguna) qui cherchent l'autonomie de la région de la Laguna.